# Świerczyniec
Świerczyniec est une localité polonaise de la gmina de Bojszowy, située dans le powiat de Bieruń-Lędziny en voïvodie de Silésie.